# Дениса Сакова
Дениса Сакова (на словашки: Denisa Saková) е словашка политичка, заместник-председателка на партия „Глас – социалдемокрация“. От 25 октомври 2023 г. тя е заместник министър-председател и министър на икономиката на Словакия. Бивш министър на вътрешните работи на Словакия (2018 – 2020).

## Биография
Родена е на 17 април 1976 г. в град Нитра, Словашка социалистическа република, Чехословакия. Завършва гимназия „Ойген Гудерни“ в Нитра. През 1994 г. тя постъпва и през 1999 г. завършва Икономическия факултет на Икономическия университет в Братислава със степен по финансов мениджмънт и организация на паричното регулиране, а през 2006 г. получава докторска степен по застраховане. През 1998 г. започва работа като консултант в компания DELTA E. S. в Братислава, която продава компютри и софтуер. От 2001 до 2003 г. работи в международната консултантска компания Cap Gemini Ernst & Young (с настоящето име Capgemini) в Братислава. От 2003 до 2007 г. е директор на отдела за приложен софтуер в E.ON IT Slovakia (дъщерно дружество на E.ON). От 2007 до 2010 г. е генерален директор на Департамента по информационни технологии, телекомуникации и сигурност на Министерството на вътрешните работи на Словашката република. Тя е отговорна за подготовката към Шенгенската информационна система. От 2011 до 2012 г. отново работи като директор на отдела за координация на услугите в E.ON IT Словакия. През 2012 г. е назначена за началник на отдела за обслужване на Министерството на вътрешните работи на Словашката република. Тя поема отговорността за изпълнението на правителствената програма за ефективна, надеждна и отворена публична администрация, неофициално известна като реформата ESO (Ефективна, надеждна и отворена публична администрация).

## Политическа дейност
На парламентарните избори в Словакия през 2016 г. Сакова е избрана за депутат в Националния съвет на Словакия от партия „Посока – социалдемокрация“. През същата година е назначена за държавен секретар на Министерството на вътрешните работи на Словашката република. На 17 април 2018 г. министърът на вътрешните работи на Словакия Томаш Дракер подава оставка, след като отказва да уволни началника на полицията Тибор Гаспар, което е искане от протестиращи след убийството на журналиста Ян Куциак. Премиерът Петер Пелегрини от „Посока – социалдемокрация“ става временно изпълняващ длъжността министър-председател. На 26 април словашкият президент Андрей Киска назначава Дениса Сакова за нов министър на вътрешните работи на Словакия в правителството. На 20 март 2020 г. правителството подава оставка.
На парламентарните избори в Словакия през 2020 г. тя отново е избрана за депутат в Националния съвет на Словакия от партия „Посока – социалдемокрация“, която получава 144 100 гласа и става седма по брой гласове в страната. След парламентарните избори през 2020 г. премиерът Петер Пелегрини напуска партия „Посока – социалдемокрация“ и основа партия „Глас – социалдемокрация“. За заместник-председател на партията е избрана Дениса Сакова.
На парламентарните избори през 2023 г. тя се кандидатира за партия „Глас – социалдемокрация“, която получава 168 453 гласа и става осма по брой гласове. След назначаването ѝ в правителството мандатът ѝ е наследен от Самуел Мигал. На 25 октомври 2023 г. е назначена за вицепремиер и министър на икономиката на Словакия в правителството, ръководено от премиера Роберт Фицо.